# Okány
Okány är en ort i Ungern. Den ligger i provinsen Békés, i den östra delen av landet, 190 km öster om huvudstaden Budapest. Antalet invånare är 2 930.